# Toni Calzaferri

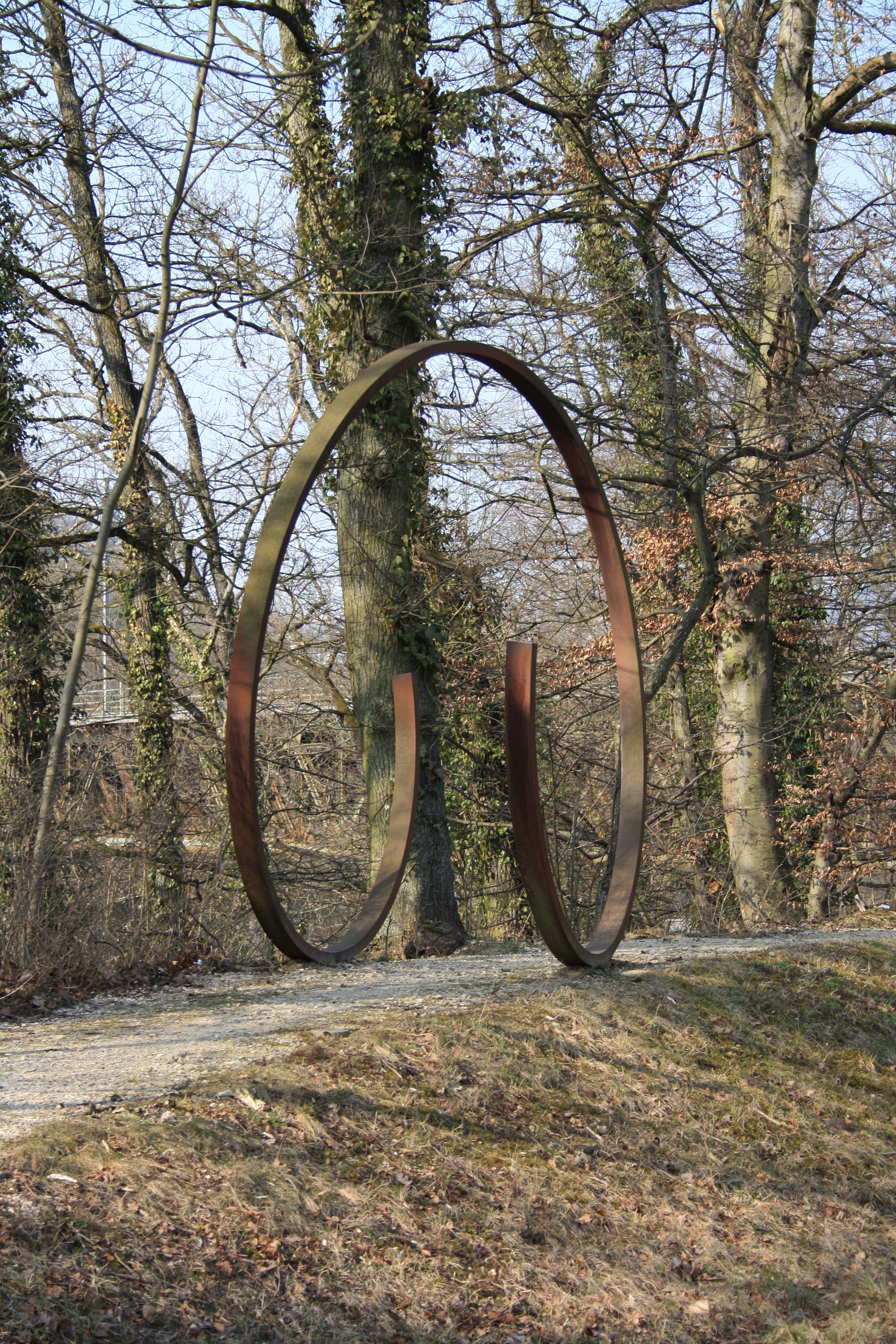
Weglager, Kulturweg Limmat (1991)

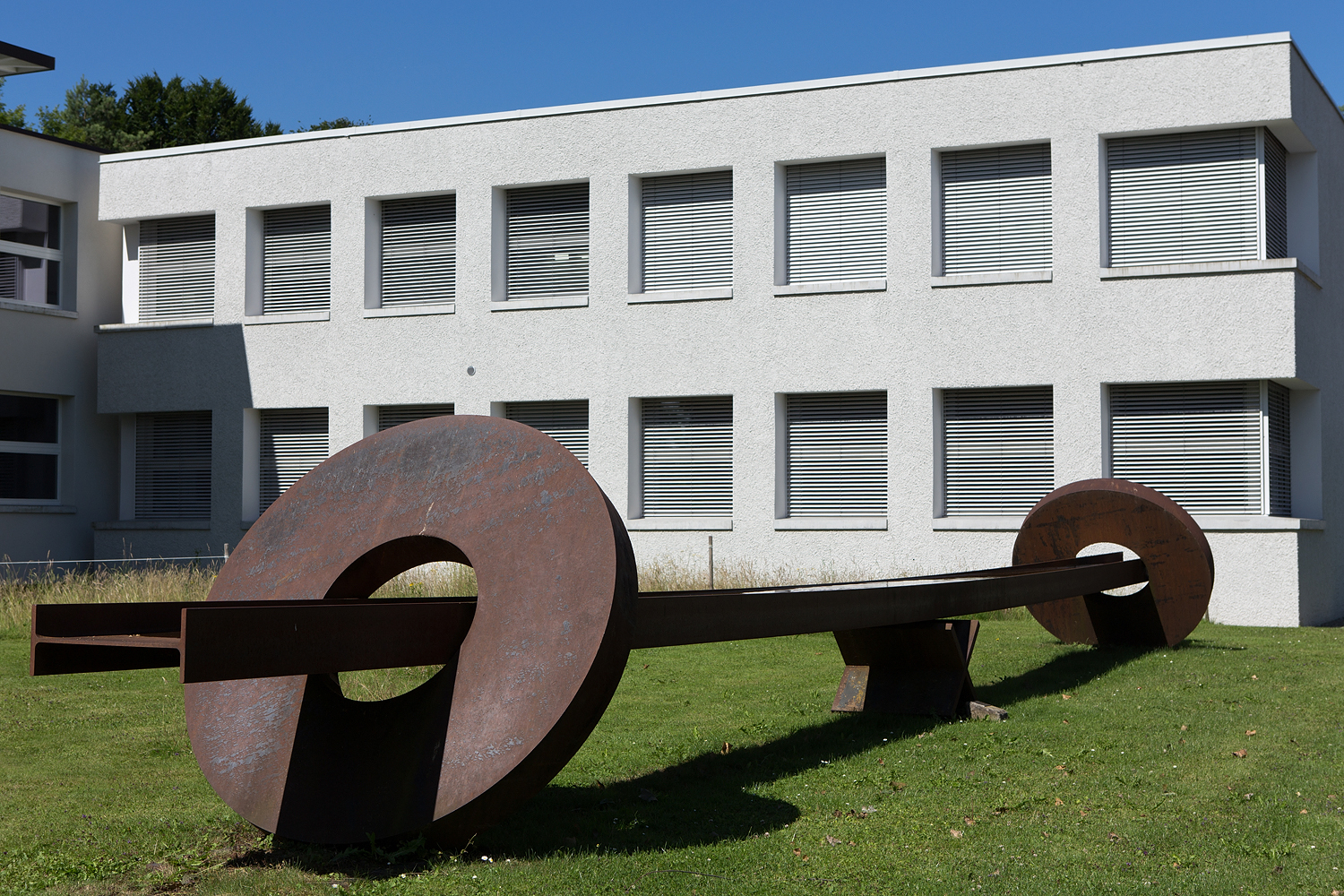
Wasserwaage, Münchwilen TG (1997)

Toni Calzaferri (* 14. November 1947 in Kirchberg, Kanton St. Gallen; † 19. November 1999 in St. Margarethen-Sedel; heimatberechtigt in Brigels) war ein Schweizer Plastiker, Objektkünstler und Zeichner.

## Leben und Werk
Toni Calzaferri war der Sohn eines Küfers und absolvierte von 1964 bis 1968 eine Lehre als Silberschmied. Anschliessend arbeitete er bis 1974 in verschiedenen handwerklichen Berufen. Ab 1975 war er als Beschäftigungstherapeut für akut psychisch erkrankte Menschen tätig. Er lebte in Zuzwil und arbeitete ab 1984 als freischaffender Künstler. Steinskulpturen sowie Wachs- und Bronzeplastiken standen mit Installationen am Beginn seines künstlerischen Schaffens, bis er in der Eisenplastik sein eigentliches Medium fand.
Mehrere aus Eisenblech geschnittene Formen dienten zusammengestellt als Druckstock für Calzaferris grafisches Werk mit Prägedrucken und Materialabdrucken. Ab 1981 stellte er seine Werke in verschiedenen Galerien, Kunsthallen und Museen aus. Die Kunsthalle Wil zeigte 1997 und 2009 seine Werke in Einzelausstellungen.
Calzaferri wurde 1992 mit dem Adolf-Dietrich-Förderpreis der Thurgauischen Kunstgesellschaft ausgezeichnet und konnte in der Kartause Ittingen ausstellen. 1989 erhielt er einen Förderungsbeitrag von der UBS-Kulturstiftung, und 1994 wurde er Mitglied in der «Schweizerischen St.-Lukas-Gesellschaft für Kunst und Kirche».
Am 4. Oktober 1999 hätte Calzaferri den Anerkennungspreis der Stadt Wil entgegennehmen können.

## Aufträge im öffentlichen Raum
- 1989: Brunnen, Dominikanerinnenkloster St. Katharina, Wil
- 1991: «Weglager», Kulturweg Limmat
- 1994: «Balance», Agroscope Tänikon
- 1996/1997: «Wasserwaage», Schulhaus Waldegg, Münchwilen
- 1998: Brunnen, Katholisches Pfarreiheim Franziskus und Klara, Bronschhofen